# Eugenia Ratti
Eugenia Ratti (Genova, 5 aprile 1933 – Ponte dell'Olio, 14 novembre 2020) è stata un soprano italiano.

## Biografia
Diplomatasi al Conservatorio di Genova, debuttò sul palcoscenico a Sestri Levante nel 1954.
Nello stesso anno esordì alla Scala interpretando Adina ne L'elisir d'amore. A seguire nel teatro milanese partecipò alla prima italiana di David di Darius Milhaud e fu Lisa ne La sonnambula al fianco di Maria Callas nella messa in scena curata da Luchino Visconti con la direzione di Leonard Bernstein. Sempre alla Scala nel 1957 fu la prima interprete del ruolo di Constance ne I dialoghi delle Carmelitane di Francis Poulenc. Fu presente in tantissime altre produzioni scaligere, tra cui Un ballo in maschera (Oscar, con Callas e Di Stefano), Il franco cacciatore, La santa di Bleecker Street, La bohème (Musetta nel 1964 diretta da Herbert von Karajan nella celebre edizione con la regia di Franco Zeffirelli), Il barbiere di Siviglia, Il matrimonio segreto, Pagliacci (con Franco Corelli), La Cecchina ossia La buona figliuola, Rita, Il turco in Italia, Katerina Izmajlova, Ascesa e caduta della città di Mahagonny, La pietra del paragone, I quattro rusteghi. In Italia apparve anche, tra gli altri, al Teatro Massimo di Palermo (La figlia del reggimento, Falstaff).
All'estero cantò L'italiana in Algeri (Elvira) e L’infedeltà delusa  (Vespina) all'Holland Festival, Il barbiere di Siviglia al festival di Aix-en-Provence nel 1956,  Il matrimonio segreto al Festival di Edimburgo nel 1957. Altre apparizioni importanti furono all'Opéra di Parigi, alla Wiener Staatsoper, al Festival di Glyndebourne, al festival di Wexford, a Monaco di Baviera. Negli Stati Uniti, cantò nel 1958 a Dallas sostituendo Maria Callas ne Il barbiere di Siviglia e a San Francisco (Musetta ne La bohème con Jussi Björling, Susanna ne Le nozze di Figaro con Elisabeth Schwarzkopf).
Essenzialmente soprano lirico-leggero di coloratura, i ruoli preferiti furono quelli mozartiani di Susanna, Zerlina, Despina, rossiniani di Rosina, Fiorilla, donizettiani di Adina, Norina, Maria, verdiani di Oscar, Gilda, Nannetta.

## Repertorio
| Ruolo                   | Titolo                                   | Autore       |
| ----------------------- | ---------------------------------------- | ------------ |
| Lisa                    | La sonnambula                            | Bellini      |
| Natalia                 | Una domanda di matrimonio                | Chailly      |
| Elisetta                | Il matrimonio segreto                    | Cimarosa     |
| Adina                   | L'elisir d'amore                         | Donizetti    |
| Stefanina               | Il giovedì grasso                        | Donizetti    |
| Norina                  | Don Pasquale                             | Donizetti    |
| Maria                   | La figlia del reggimento                 | Donizetti    |
| Rita                    | Rita                                     | Donizetti    |
| Olga                    | Fedora                                   | Giordano     |
| Vespina                 | L'infedeltà delusa                       | Haydn        |
| Nedda                   | Pagliacci                                | Leoncavallo  |
| Poussette               | Manon                                    | Massenet     |
| Sofia                   | Werther                                  | Massenet     |
| Carmela                 | La santa di Bleecker Street              | Menotti      |
| Silvia                  | Ascanio in Alba                          | Mozart       |
| Susanna                 | Le nozze di Figaro                       | Mozart       |
| Zerlina                 | Don Giovanni                             | Mozart       |
| Despina                 | Così fan tutte                           | Mozart       |
| Primo genio             | Il flauto magico                         | Mozart       |
| Sandrina                | La Cecchina                              | Piccinni     |
| Costanza                | I dialoghi delle Carmelitane             | Poulenc      |
| Musetta                 | La bohème                                | Puccini      |
| Donna Fulvia            | La pietra del paragone                   | Rossini      |
| Donna Fiorilla          | Il turco in Italia                       | Rossini      |
| Elvira                  | L'italiana in Algeri                     | Rossini      |
| Rosina                  | Il barbiere di Siviglia                  | Rossini      |
| Costanza                | Griselda                                 | Scarlatti    |
| Katerina Izmajlova      | Lady Macbeth del distretto di Mcensk     | Šostakovič   |
| Venditrice di ciambelle | Il naso                                  | Šostakovič   |
| Cantante italiana       | Capriccio                                | Strauss      |
| Filina                  | Mignon                                   | Thomas       |
| Gilda                   | Rigoletto                                | Verdi        |
| Oscar                   | Un ballo in maschera                     | Verdi        |
| Sacerdotessa            | Aida                                     | Verdi        |
| Nannetta                | Falstaff                                 | Verdi        |
| Annetta                 | Il franco cacciatore                     | Weber        |
| Jenny                   | Ascesa e caduta della città di Mahagonny | Weill        |
| Colombina               | Le donne curiose                         | Wolf-Ferrari |
| Lucieta                 | I quatro rusteghi                        | Wolf-Ferrari |

## Discografia
- Bellini: La sonnambula - Maria Callas/Coro e Orchestra del Teatro alla Scala/Walter Legge/Antonino Votto, EMI
- Scarlatti: La Griselda - Mirella Freni/Pierre Mollet/Eugenia Ratti/Heinz Rehfuss/Hannoversche Solistenvereinigung/Sinfonieorchester Hannover des NDR/Bruno Maderna, Archipel
- Verdi: Falstaff (1955) - Daniel McCoshan/Eugenia Ratti/Dermot Troy/Walter Monachesi/Royal Philharmonic Orchestra/Fernanda Cadoni/Anna Maria Rovere/Kevin Miller/Carlo Maria Giulini/Glyndebourne Chorus/Marco Stefanoni/Oralia Domínguez/Fernando Corena, ICA
- Verdi: Un ballo in Maschera - Maria Callas / Giuseppe Di Stefano / TIto Gobbi / Antonino Votto / Teatro alla Scala, EMI/Warner
- Verdi: Un Ballo in Maschera (live recording) - Maria Callas / Giuseppe Di Stefano, Ettore Bastianini / Gianandrea Gavazzeni
- Verdi Un Ballo in Maschera - Integrale Live - Giuseppe di Stefano, Antonietta Stella, Ettore Bastianini, Adriana Lazzarini, Eugenia Ratti Teatro dell'opera di Roma 1959
- Verdi: Un Ballo in Maschera - Brouwenstijn, Zampieri, Colombo, Delorie, Ratti; Molinari-Pradelli. Netherlands, 1958
- Verdi: Aida - Renata Tebaldi/Carlo Bergonzi/Giulietta Simionato/Herbert von Karajan, Decca
- Poulenc: Dialogues des Carmelites (World Premiere - In Italian) - Zeani, Frazzoni, Gencer, Pederzini, Ratti; Sanzogno. La Scala, 1957
- Rossini: Il turco in Italia / Oliviero De Fabritiis Selim - Nicola Rossi-Lemeni / Donna Fiorilla - Eugenia Ratti / Don Narciso - Agostino Lazzari / Zaida - Jolanda Gardino / Don Geronio - Melchiorre Luise / Il poeta Prosdocimo - Mariano Stabile / Albazar - Renato Ercolani / Compact Disc - GDS 21043
- Cimarosa: Il Matrimonio Segreto / Nino Sanzogno / Carlo Badioli, Graziella Sciutti, Eugenia Ratti, Ebe Stignani, Luigi Alva, Franco Calabrese EMI
- Mozart: Ascanio in Alba / Carlo Felice Cillario / Ascanio - Emilia Cundari /Silvia - Eugenia Ratti / Aceste - Petre Munteanu / Venere - Ilva Ligabue / Fauno - Anna Maria Rota
- Wolf Ferrari: Le donne curiose / Alfredo Simonato / Renato Capecchi (Pantalone). Gabriella Carturan (Beatrice). Mafalda Micheluzzi (Rosaura). Paolo Pedani (Giulio). Eugenia Ratti (Colombina). Carlo Badioli (Arlecchino). Silvio Maionica (Ottavio). Carlo Franzini (Florido). Radiotelevisione Italiana
- Chailly: Una domanda di matrimonio Milano 1957 Nino Sanzogno World premiere. With L. Alva, R. Capecchi, E. Ratti
- Carissimi: judicium salomonis - jephté oratorio per soli coro e orchestra (le jugement de salomon) - coro polifonico di milano: giulio bertola, orchestra dell'angelicum: luciano rosada - rena garazioti, eugenia ratti, paola brunello, sergio pezzetti, lucienne devallier, amedeo berdini
- Monteverdi - Gloria a 7, Salve Regina, Venite et vedite, Exsulta, filia Sion, Crucifixus - Eugenia Ratti Soprano, Clara Foti Alt, Giuseppe Nait & Rodolfo Malacarne Tenor, Enrico Fissore Bass, Alfredo Riccardi Viola da Gamba, Achille Berruti Orgel Organ Orgue, Coro Polifonico & Orch. des Angelicum Milano, Giulio Bertola, Schwann Musica Sacra AMS 70, 1964
- Mozart: Don Giovanni / Cesare Siepi • Birgit Nilsson • Leontyne Price • Fernando Corena • Eugenia Ratti, Wiener Staatsopernchor, Wiener Philharmoniker, Erich Leinsdorf
- Shostakovich: Lady Macbeth of Mtsensk (In Italian) - Borkh, Gibin, Ratti, Zaccaria, Di Palma; Sanzogno. Milano, 1964
- Giordano: Fedora - Olivero, del Monaco, Ratti, Bordello/Molinari-Pradelli; Napoli 1965
- Giordano: Fedora - Olivero, Giacomini, d'Anna, Ratti, De Vietri; Scaglia. Como, 1971
- Cesare Gallino, Romana Righetti, Eugenia Ratti, Sandra Ballinari, Elena Baggiore, Franco Artioli, Elvio Calderoni – Il Paese Del Sorriso/La Duchessa Del Bal Tabarin - Meazzi Edizioni Discografiche – MLP 04040, Meazzi Edizioni Discografiche – MLPS 04040 Serie: Collana Di Operette – Vol. XXXIX